# Dorina (film)
Dorina – albański film fabularny z roku 1979 w reżyserii Agima Qirjaqiego (debiut reżyserski).

## Opis fabuły
Film telewizyjny. Małżeństwo Doriny i Viktora przeżywa kryzys. Viktor zarzuca swojej żonie, że ta zdradza go z dyrektorem zakładu, w którym pracuje. Zanim sprawa trafi na wokandę sądu rodzinnego Viktor ma okazję przekonać się, że jego podejrzenia były bezpodstawne.

## Obsada
- Liri Lushi jako Dorina
- Guljelm Radoja jako Viktor
- Vangjel Heba jako ojciec Viktora
- Marta Burda jako Melita
- Kadri Piro jako dyrektor
- Hysen Bashhysa jako Astrit
- Ali Begu jako Sheraf
- Ervin Piro jako Artan
- Eqrem Laknori jako dyrektor, zwierzchnik Doriny
- Milto Profi jako Andon
- Haxhi Rama jako technik
- Niko Gjoni jako technik